# Manu Rico
Manuel Rico Del Valle (Huesca, Aragón, España, 11 de enero de 2003) es un futbolista español. Actualmente juega en la Agrupación Deportiva Ceuta cedido por la Sociedad Deportiva Huesca.

## Trayectoria
Se formó en las categorías inferiores del EF Oscense y a los 11 años se incorporó a la cantera de la Sociedad Deportiva Huesca.
El 5 de septiembre de 2021, debutó con el Sociedad Deportiva Huesca "B" de la Segunda División RFEF, en una derrota por 1-2 ante el Terrassa FC.
El 30 de noviembre de 2021, Rico hizo su debut con el primer equipo de la Sociedad Deportiva Huesca en la Copa del Rey, reemplazando a Dani Escriche en la victoria a domicilio por 2-0 sobre el CD Cayón. .
El 19 de diciembre de 2021, debutó con el Sociedad Deportiva Huesca en la Segunda División de España, en un encuentro que acabaría con empate a cero ante el AD Alcorcón. Más tarde, también disputaría otros encuentros frente a Girona FC y FC Cartagena.
El 30 de enero de 2024, la S. D. Huesca lo cede al Ceuta de Primera Federación hasta final de temporada.

## Clubes
| Club             | País   | Año       |
| ---------------- | ------ | --------- |
| S. D. Huesca "B" | España | 2021-Act. |
| S. D. Huesca     | España | 2021-2024 |
| Ceuta            | España | 2024-Act. |